# Майло, Кэнди
Кэ́нди Ма́йло (англ. Candi Milo; род. 9 января 1961, Палм-Спрингс, Калифорния, США) — американская актриса и певица.

## Ранние годы
Кэндис Энн Роуз Майло родилась в Палм-Спрингсе (штат Калифорния, США) в семье актёра Тони Миглиаччио, который позже сменил свою фамилию на Майло. Вскоре после своего рождения Кэнди вместе со своей семьёй переехала в Сан-Хосе (Калифорния).

## Карьера
Кэнди начала свою карьеру в качестве театральной актрисы в 1982 году. В 1984 году Майло дебютировала в кино, сыграв роль Лесли в эпизоде «Флешбэк» телесериала «Дай мне перерыв!». В 1994 году она озвучила Тандру в 3-х эпизодах мультсериала «Аладдин». Всего сыграла и озвучила 144 персонажа.
Также Кэнди является певицей.

## Личная жизнь
Кэнди состояла в фактическом браке. У бывшей пары есть двое детей — сын и дочь Гэбби Майло.

## Избранная фильмография
| Год  |    | Русское название                    | Оригинальное название                           | Роль                      |
| ---- | -- | ----------------------------------- | ----------------------------------------------- | ------------------------- |
| 1984 | с  | Дай мне перерыв!                    | Gimme a Break!                                  | Лесли                     |
| 1994 | мс | Аладдин                             | Aladdin                                         | Тандра                    |
| 2024 | мф | Looney Tunes: Космическое вторжение | The Day the Earth Blew Up: A Looney Tunes Movie | свинка Петуния • старушка |

1. ↑  Candi Milo // Discogs (англ.) — 2000.